# Miss Italia 1954
Miss Italia 1954 si svolse per la prima volta a Rimini, il 6 e il 7 settembre 1954. Vinse la ventunenne Eugenia Bonino, di Catania. L'organizzazione fu diretta da Dino Villani.

## Risultati
| Risultato finale | Concorrente                             |
| ---------------- | --------------------------------------- |
| Miss Italia 1954 | - – Eugenia Bonino (Miss Sicilia)       |
| 2ª classificata  | - – Alba Armillei (Reginetta dei fiori) |
| 3ª classificata  | - – Clara Mondozi (Miss Marche)         |
| Miss Cinema      | - – Wandisa Guida (Miss Puglia)         |